# サントリーオールドバー
サントリーオールドバーは、サントリーの直営により展開するショットバーである。現在は関西地区限定で大阪を中心に数店舗が営業している。

## 概要・沿革
1930年代後期に「サントリーウイスキー12年」（現在のサントリー角瓶）の発売により、国産ウイスキー事業を成し遂げた寿屋（今のサントリー）は、1955年に東京・池袋にて誕生したトリスバーを皮切りに、国内各地にバーをチェーン展開、サントリーウイスキーは空前の売れ行きを記録する。1962年に佐治敬三が社長に就任すると、リザーブなどの発売で、さらに上のクラスのウイスキーの開発を目指してゆくことになる。
トリスバーの展開が一段落した1970年代後期から、サントリーは東京・大阪の大都市に的を絞り、オールドをメインとし、リザーブや山崎などの国産ウイスキーの他、マッカラン、ラフロイグ、バランタインなど同社が輸入する舶来産ウイスキーを提供する、サントリーオールドバーの展開を開始することになる。
現在ではリーズナブルな価格になったオールドだが、かつては「ダルマ」の愛称で親しまれ、大人の憧れでもあった。 しかし消費者の志向が量から質に変化し、また時代が経つにつれ、若い世代の嗜好の変化に伴い、ハードリカーであるウイスキーは消費量は少なくなっていった。 そうした状況下において、オールドやリザーブなどのウイスキーを殆ど飲まない若者、またウイスキーから遠のいたかつての大人達をターゲットとして、ハードリカーをリーズナブルな価格で提供することを主眼に置いている。
かつては関東地区にも赤坂や六本木、新橋などの繁華街にもオールドバーが存在したが、サントリーが本社機能を東京へと移行させた1980年代後期より、UCC上島珈琲との合弁により、PRONTOなどの新業態を展開させたことや、外食産業他社による同じタイプの業態が多数登場し始めたこともあり、現在オールドバーは関西地区数店舗のみで営業を続けている。

## その他
オールドバーとは別に、1950年代中期に国内各地に多数誕生したトリスバーは、サントリーが提唱するサービスを基本に、サントリーチェーン加盟の看板を掲げることを承認する傍ら、個々のバー経営は店主に任せるというスタンスを取っていた。